# Stockum (Düsseldorf)
Stockum ist ein nördlicher Stadtteil von Düsseldorf und gehört zum Stadtbezirk 5. Mit 5,74 km² gehört Stockum flächenmäßig zu den großen Stadtteilen, zählt jedoch nur rund 5600 Einwohner (Stand: 31. Dezember 2016). Die Wohnbebauung konzentriert sich überwiegend auf den östlichen Bereich des Stadtteils, während der westliche Teil hauptsächlich durch das Messegelände, die Merkur Spiel-Arena sowie die Messeparkplätze und Rheinauen geprägt wird. Aufgrund der Nähe zum Flughafen gibt es außer den Messetürmen keine hohe Bebauung. Vorherrschend sind Ein- und Zweifamilienhäuser sowie kleinere Wohnanlagen. Im Süden liegt der Nordpark mit dem Aquazoo.
Stockum gehört zu den reichsten Stadtteilen Düsseldorfs. Das jährliche Durchschnittseinkommen liegt hier bei 60.697 Euro (Stand 31. Dezember 2007).

## Lage
Die Grenze zu Lohausen im Norden bildet die A 44, zu Unterrath die Straßen Am Roten Haus und Deikerstraße im Osten, im Süden zu Golzheim die Grünewaldstraße und die Erich-Klausener-Straße sowie im Westen der Rhein, auf dessen gegenüberliegenden Seite der Meerbuscher Stadtteil Ilverich liegt.

## Beschreibung

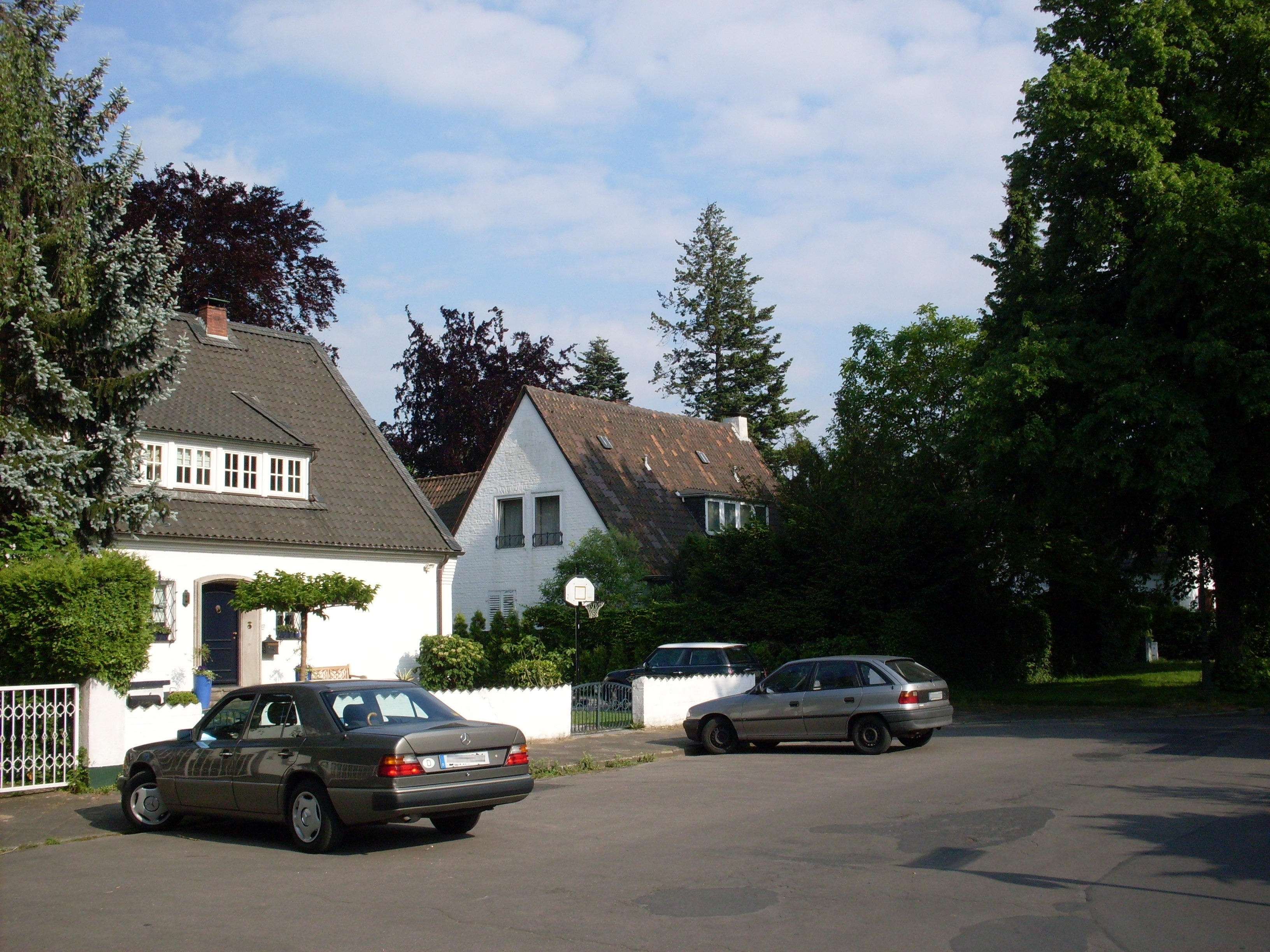
Wohnen in Messenähe

Rund um den Freiligrathplatz liegen die überwiegend mit Ein- und Zweifamilienhäusern bebauten gehobenen Wohnviertel Stockums. Bemerkenswert ist die Blumensiedlung, eine unter den Nationalsozialisten im Rahmen der Reichsausstellung Schaffendes Volk errichtete Mustersiedlung und die kleine Nordparksiedlung Düsseldorf.
Daneben wird Stockum durch zahlreiche Einrichtungen geprägt. So liegt die Düsseldorfer Messe in Stockum. Das 1971 eröffnete neue Messegelände mit seinen (2007) 19 Hallen mit 264.000 m² auf rund 308.000 m² Ausstellungsfläche nimmt zusammen mit den Parkplätzen weite Bereiche des Stadtteils ein. 2007 besuchten insgesamt 1,5 Millionen Besucher die etwa 27.704 Aussteller. Auf dem Messegelände liegt auch die Düsseldorfer Stadthalle. Direkt neben der Messe liegt der Nordpark und in diesem der Aquazoo. Gleich neben dem Messekongresszentrum liegt der Japanische Garten. Nördlich der Messe befindet sich die Multifunktionshalle Merkur Spiel-Arena, die mit einem Hotel direkt an das Messegelände angebunden ist. Daneben befinden sich der Arena-Sportpark, das öffentliche Rheinbad mit Innen- und Außenbecken und riesenhafte Parkplatzflächen. An der Danziger Straße befand sich das Düsseldorf Fashion House, ein überregionales Modezentrum mit über 200 Anbietern auf 48.000 m². Das Fashion House wurde mittlerweile abgerissen. Hier entstehen dann die „Deiker Höfe“, ein modernes neues Stadtquartier mit ca. 400 Wohnungen, Büros, Einzelhandel, Gastronomie und Hotellerie.
Der Flughafen liegt im benachbarten Lohausen, wird aber überwiegend über Stockumer Gebiet (Danziger Straße (B 8)) angefahren.

## Geschichte

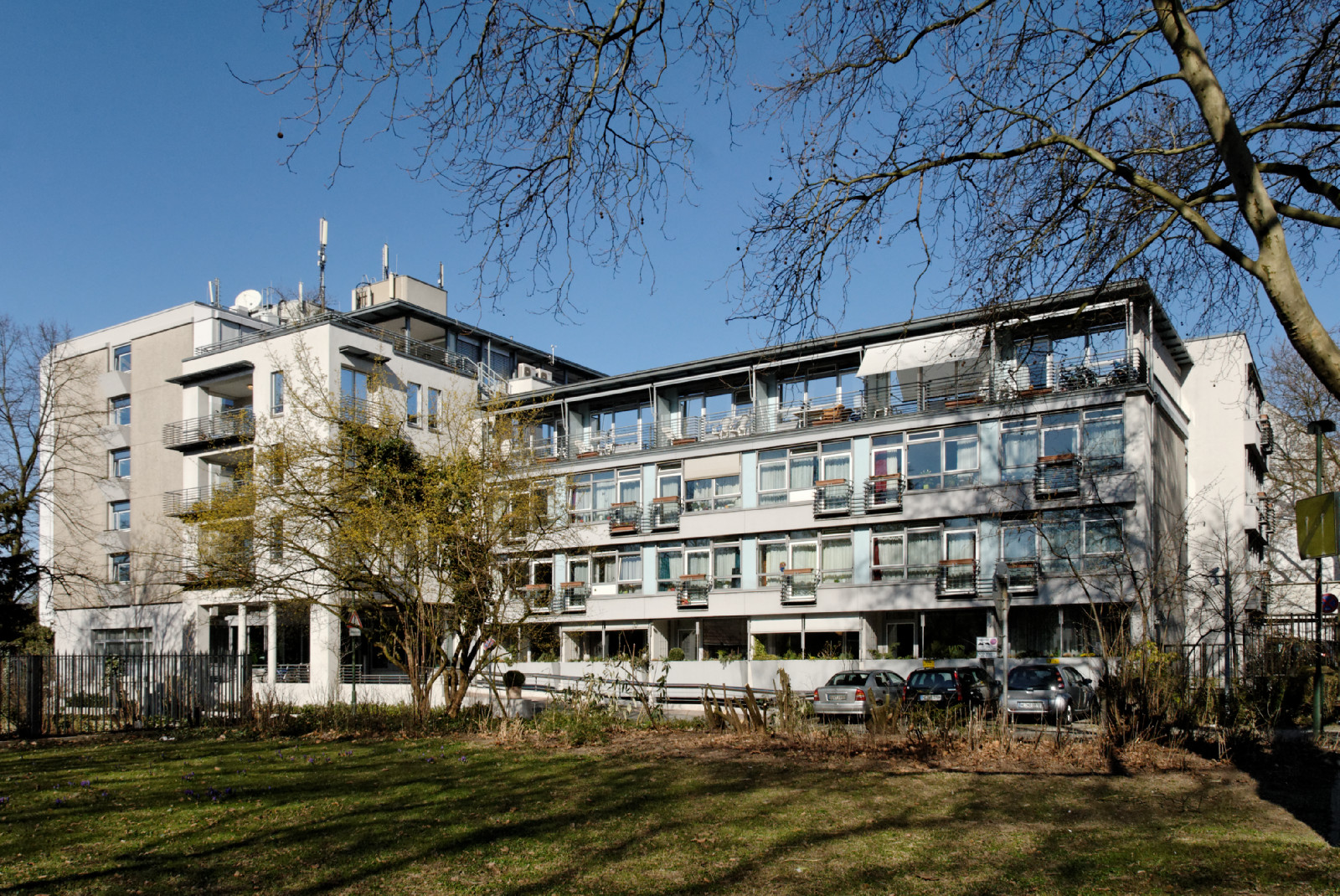
Jüdisches Altenheim, Nelly-Sachs-Straße

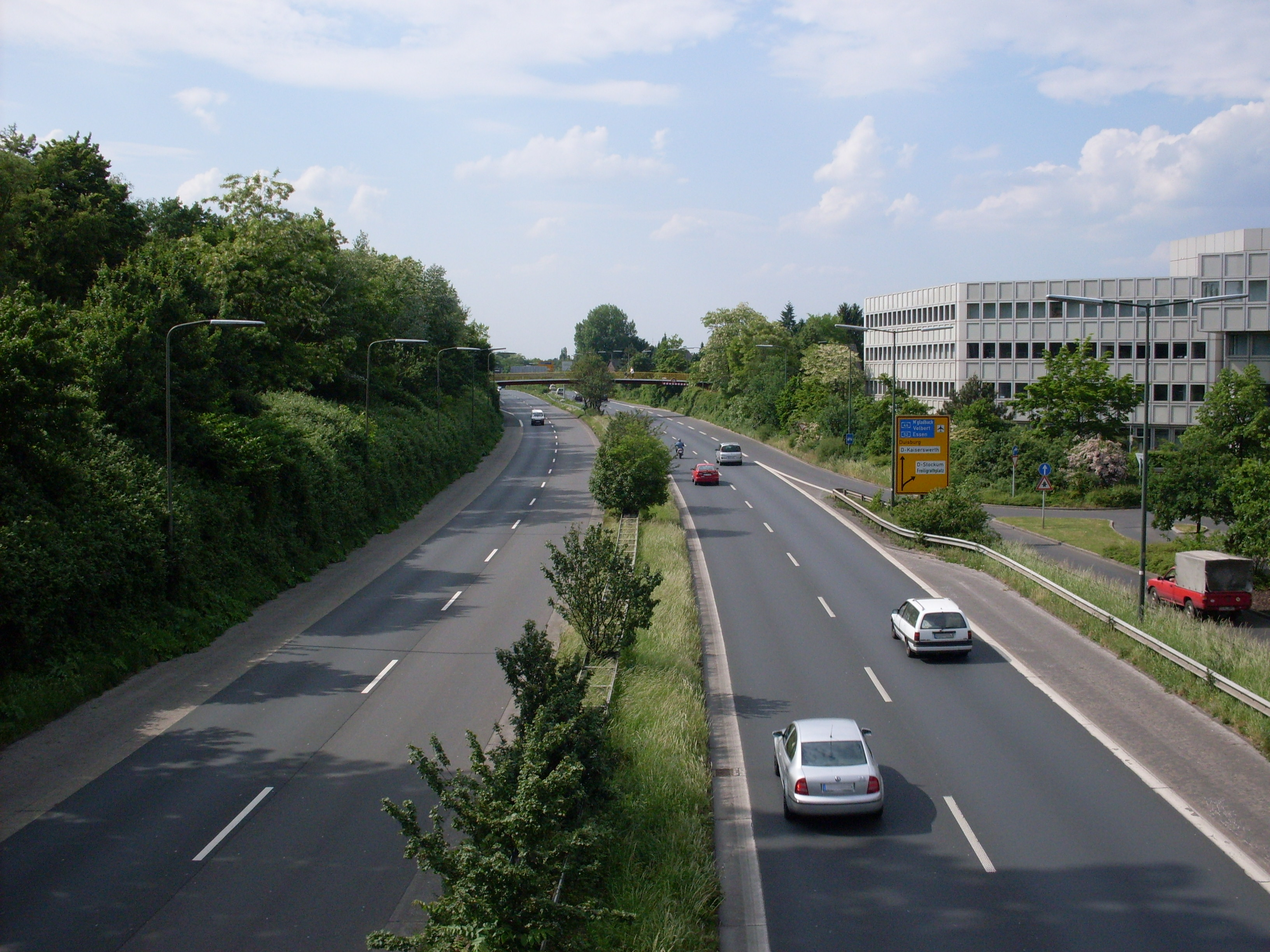
Danziger Straße mit Düsseldorf Fashion House

Siedlungsreste aus der späten Bronzezeit sind bekannt. Eine größere germanische Siedlung stammt aus der jüngeren Römischen Kaiserzeit (ca. 160–260 n. Chr.). Aus der Zeit um 600 bis 740 n. Chr. stammt ein großes Gräberfeld mit etwa 100 Bestattungen; die zugehörige Siedlung dürfte ca. 35 Einwohner gehabt haben. Die erste sichere Erwähnung in den Schriftquellen für die Jahre 1090/1120 befindet sich in einer Auflistung von Einkünften des Stiftes Kaiserswerth. Eine Erwähnung zum Jahr 1003, bei der Erzbischof Heribert neben weiteren Güter in Stochheim/Stochem erwirbt, ist jedoch auf den Ort Stockum bei Voerde zu beziehen.
In einer Urkunde von 1193 wurde neben weiteren auch die Gemarkungen Stockum neben Flingern und Derendorf angeführt. Mit dieser Urkunde wurde dem Stift Kaiserswerth die Waldgrafenschaften für die angeführten Gemarkungen bestätigt.
In einer Urkunde von 1368 wurde ein Hof in der Honschaft Stockum angeführt, der zu den Pfründen der Düsseldorfer Stiftskirche gehörte. Diesem Hof wurden alle „öffentlichen Lasten“ für die Abhaltung der „Memorie-Feier“ der Grafenfamilie mit deren Vorfahren erlassen. Ausgestellt wurde die Urkunde für Gräfin Margarete und ihrem Sohn Graf Wilhelm von Berg. 1393 wurden der Stiftskirche von Herzog Wilhelm II. für die Memorie-Feier noch die zwei zusätzlichen Höfe Hainrode und Kirchholtes (oder Holthausen genannt) überschrieben. Letzterer Hof lag im Gebiet von Stockum.
Für 1634 waren in der Honschaft Stockum fünf freie Höfe nachweisbar, davon gehörte der Hof Holthausen den Kreutzherren als Pfründe; ein Hof trug den Namen „Schnellenbergh“.
Stockum bestand bis in die Neuzeit aus Einzelhöfen. Die Stockumer waren wohl der Kirche von Holthausen zugeordnet; eine eigene Kapelle in Stockum wurde erst 1752 errichtet, nachdem die Holthausener Kirche 1691 wegen Baufälligkeit abgerissen wurde.
Im Jahre 1877 fand in Stockum die Kaiserparade des Kaisermanövers statt.

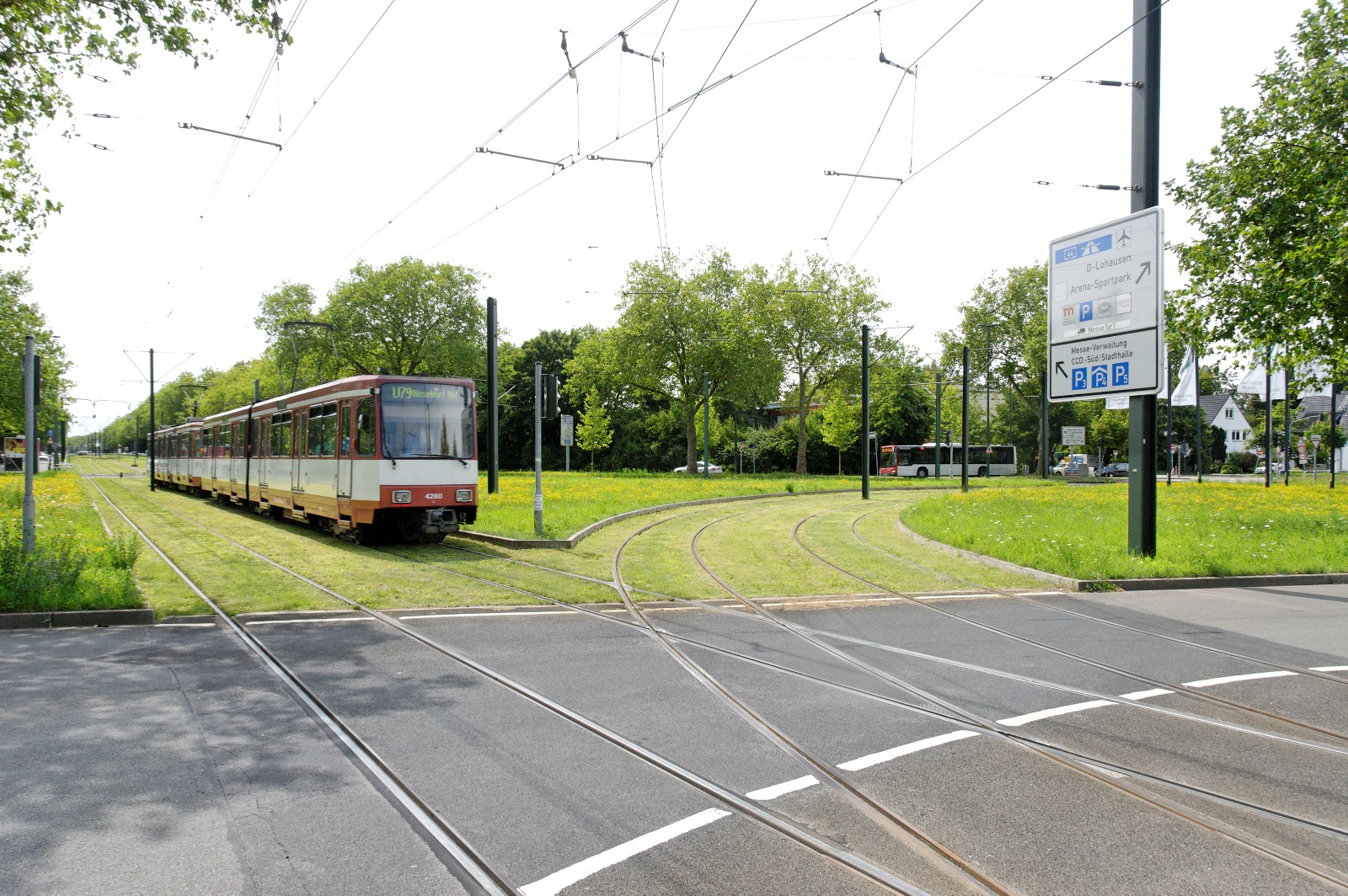
Freiligrathplatz mit Stadtbahn U79

Der Ort wurde 1909 nach Düsseldorf eingemeindet. Er war damals noch ländlich-landwirtschaftlich geprägt. Zum Zeitpunkt der Eingemeindung lebten 807 Einwohner auf einer Fläche von 3,72 km², allerdings schloss das auch größere Teile der Landgemeinde Lohausen ein. Der Ort bestand aus mehreren Bauernhöfen mit einer kleinen mittelalterlichen Kapelle. Die Altbebauung fiel dem Messegelände zum Opfer. Eine alte Straße führte hier bei dem heutigen Lokal Schnellenburg über den Rhein, die Kaiserswerth und Neuss verband. Die Schnellenburg wurde bereits 1411 urkundlich erwähnt. 1913 kaufte die Stadt Düsseldorf die alte Fähr- und Treidelstation und plante hier einen neuen Industriehafen. 1925 wurden die Gebäude dann abgerissen, aber wegen breiter Proteste 1925 und 1926 durch Stadtbaurat Freese neu erstellt. Lange vor 1900 betrieb die Barmer Firma Carl Jäger, später zur Bayer AG gehörig, eine Zeit lang eine Anilinfarben- und chemische Fabrik (Stockumer Höfe 22/25); ferner wurde Lehm zur Herstellung von Ziegeln abgebaut. Die Überreste dieser Gewerke fielen dem Bau des Nordparks zum Opfer.

## Verkehr
Stockum ist aufgrund der im Stadtteil liegenden Einrichtungen sowie der unmittelbaren Nähe zum Flughafen großer Verkehrsbelastung ausgesetzt. Innerstädtisch ist Stockum über die Kaiserswerther Straße sowie über die Schnellstraße Danziger Straße (B 8) angebunden. Im Norden gibt es zwei Anschlussstellen an die A 44. Das Flughafenterminal im benachbarten Lohausen liegt etwa ein Kilometer entfernt.
An den öffentlichen Personennahverkehr in Düsseldorf ist der Stadtteil über die Stadtbahnlinien U78 und U79 sowie mehrere Buslinien angeschlossen. Derzeit ist eine Verbindung vom Freiligrathplatz zum Flughafen im Bau, hierüber soll dann die U81 fahren.

## Bauwerke

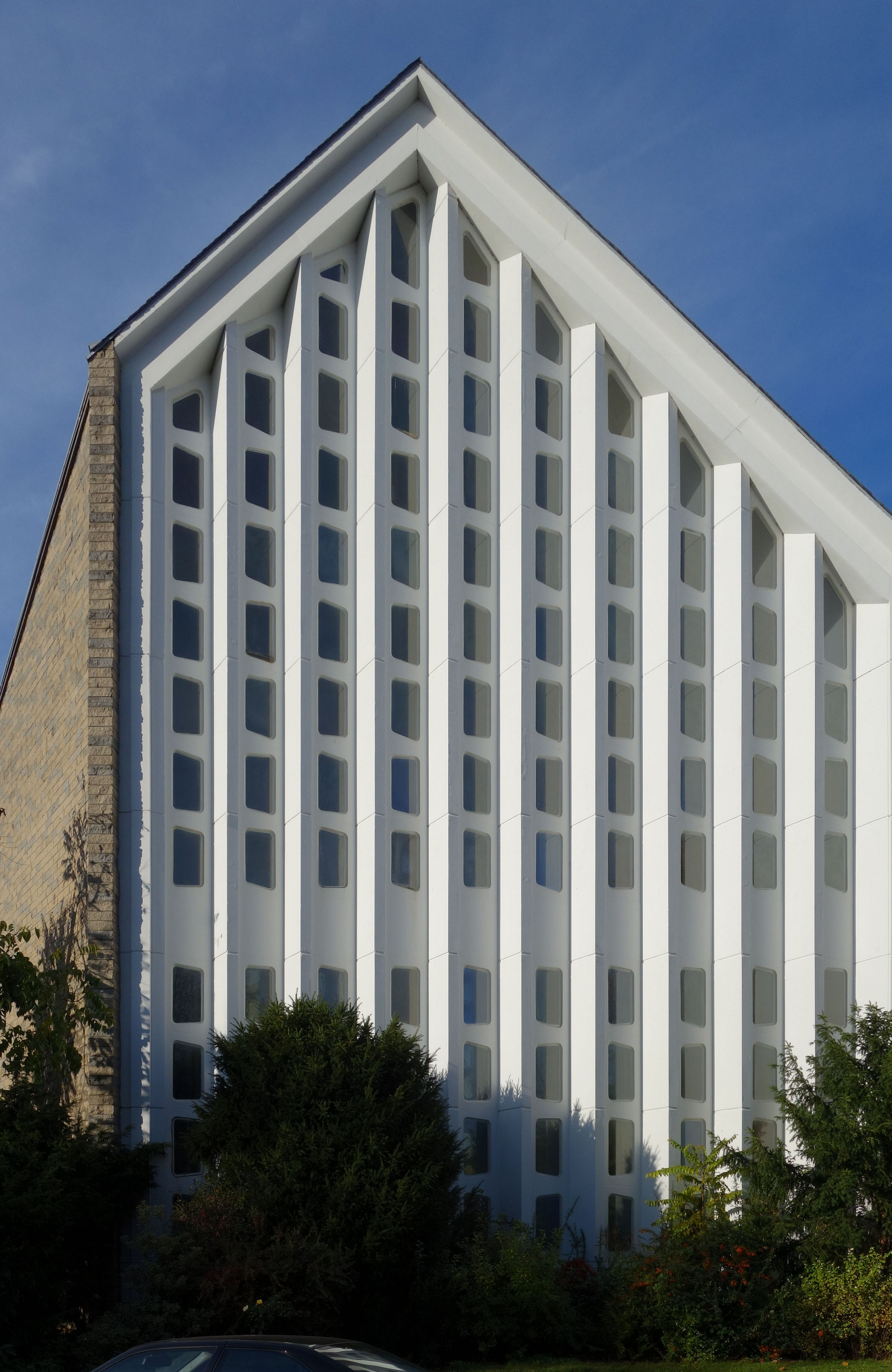
Evangelische Tersteegen-Kirche

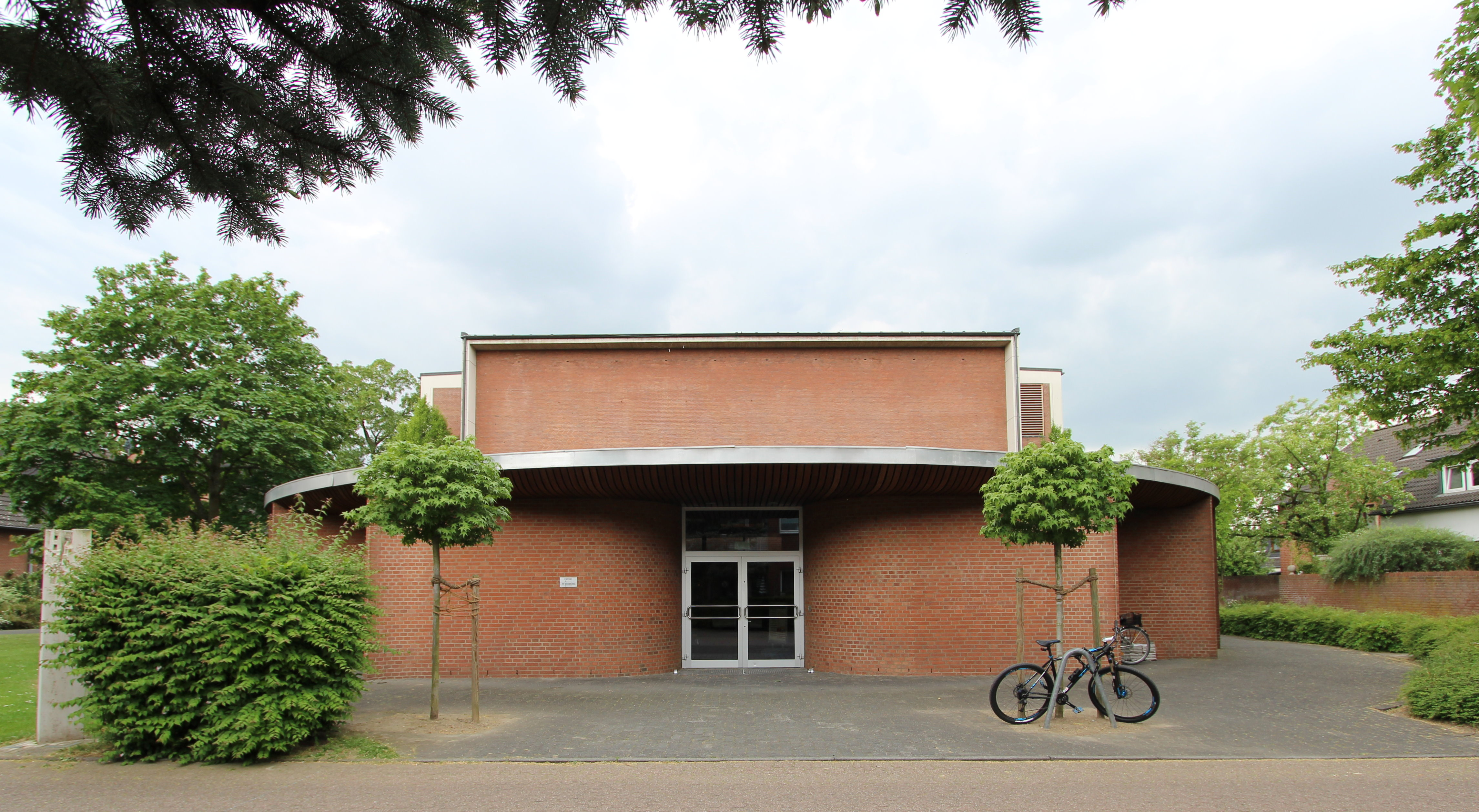
Katholische Kirche Heilige Familie

- An Stockums Südgrenze zu Golzheim befinden sich Kirche und Gemeindehaus der evangelischen Tersteegen-Gemeinde sowie ein evangelisches Seniorenwohnheim.
- Die Heilige-Familie-Kirche; katholische Kirche von dem Architekten Hans Schwippert.[13]
- Das Nelly-Sachs-Haus ist ein jüdisches Altenwohn- und Pflegeheim.